# Cattolici nazionali
L'espressione cattolici nazionali è stata l'espressione con la quale si autodefinì un gruppo di esponenti del cattolicesimo tradizionale e conservatore che pubblicò il 3 luglio 1923 un manifesto di consenso al governo Mussolini e al progetto della legge Acerbo.
Il manifesto esprimeva il "totale consenso" a Mussolini, "determinato dal fatto che il fascismo, per mezzo del governo nazionale, che di questo movimento è l'unica espressione autorizzata, riconosce apertamente e onora i valori religiosi e sociali che costituiscono la base di ogni sano reggimento politico".
Al cattolicesimo antifascista di don Luigi Sturzo, emerso dal IV Congresso nazionale del Partito Popolare Italiano (12-14 aprile 1923), i cattolici nazionali opponevano un tentativo di "cattolicizzare" il fascismo, in nome della restaurazione dei valori religiosi come fondamento della coscienza nazionale.
La nascita dei cattolici nazionali contribuì ad aggravare la crisi interna al PPI, che culminò nelle dimissioni di don Luigi Sturzo da segretario e nella spaccatura del gruppo parlamentare al momento del voto della legge Acerbo.
Il 24 agosto 1924 i cattolici nazionali costituirono il Centro Nazionale Italiano, progressivamente assorbito dal fascismo e definitivamente sciolto il 5 luglio 1930.